# Плотнов, Андрей Иванович
Плотнов Андрей Иванович (1916—1997) — советский и российский живописец и график, военный художник Студии при Главном политическом управлении пограничных войск, член Студии военных художников, член Московского Союза художников, видный представитель советского изобразительного искусства, общественный деятель, пропагандист народного искусства, заслуженный художник РСФСР (1970), кавалер Ордена "Знак Почёта", почётный гражданин города Данков.

## Биография

### Детство и юность
Родился А. И. Плотнов 21 июля 1916 года в семье крестьянина деревни Верхнее Павлово Данковского района Липецкой области. Его родители были простыми крестьянами, но они очень хотели, чтобы их сын получил хорошее образование. Учился в сельской школе № 1 г. Данкова.

### Переезд в Москву (1932)
В 1932 году Плотнов с семьей переехал в Москву и поступил в среднюю школу, в 1933 году он поступил в Художественный техникум ОГИЗа.

### Учёба
Плотнов учился на 3-м курсе техникума, когда начал формироваться Московский художественный институт, впоследствии получивший имя Василия Ивановича Сурикова. Директор института И. Э. Грабарь собирал студентов на первый курс живописного факультета из учеников художественных техникумов и училищ, — таким образом Плотнов в 1936 году стал студентом института. В институте Плотнов попал в класс очень требовательного профессора Г. М. Шегаля и ассистента В. В. Почиталова, о которых до сих пор вспоминает с благодарностью.
Великая Отечественная война советского народа прервала работу Плотнова над дипломом. В войсках Московского ополчения он отбывает на фронт. В октябре месяце, как и многие студенты последних курсов вузов, попавшие в ряды ополчения, он был отозван с фронта для завершения образования.
Дипломная работа А. И. Плотнова «Фрунзе и Чапаев под Уфой» — одно из значительных полотен, посвященных героике гражданской войны. Картина впервые была показана на выставке дипломных работ в 1943 году в Москве. Впоследствии она появлялась на разных выставках и не раз издавалась массовым тиражом.
Уже в ранних работах А. И. Плотнов показал себя приверженцем психологического портрета и пейзажа.

### Великая Отечественная война
Сразу после защиты диплома, с 1943 года, Плотнов, уже член Московского Союза художников, становится военным художником Студии при Главном политическом управлении пограничных войск.Он пишет картины, посвящённые Великой Отечественной войне. С этюдником, а то и с винтовкой он появляется на разных участках фронта: на Курской дуге, в Одессе, Севастополе и других местах. Он писал этюды, часто выезжал на линию фронта, где делал зарисовки военных эпизодов, бойцов Советской Армии, их героические подвиги, которые и поныне являются бесценным материалом в его творческой работе. За мужество и героизм художник-патриот был награждён боевыми орденами и медалями.
Однако работа художника на войне не ограничивалась сбором изобразительного документального материала. На основе живых наблюдений, набросков Плотнов создал более двадцати плакатов боевой славы Красной Армии и военных плакатов «Окон ТАСС». Такие из них, как «Будь достоин боевой славы Советского флота!», «Героической Красной Армии — слава!», «Порт Клайпеда будет восстановлен!», «Наши войска форсировали Одер», и другие являлись боевым средством наглядной политической агитации.
За время пребывания в Студии военных художников Плотнов близко познакомился с художественным руководителем студии, известным советским живописцем Павлом Петровичем Соколовым-Скаля; здесь родилась их крепкая творческая дружба, продолжавшаяся многие годы и давшая советскому изобразительному искусству ряд интереснейших произведений. Первая их совместная работа посвящена подвигу 22 лыжников, защитников Москвы. Картина, находящаяся в Музее пограничных войск, ярко и темпераментно воссоздает героический образ советских воинов. На Всесоюзной художественной выставке 1947 года появилась их другая совместная работа «Штурм Севастополя»,— задуманная как живописная часть панорамы. Спустя четыре года на Всесоюзной художественной выставке П. П. Соколов-Скаля и А. И. Плотнов в составе бригады показали монументальное полотно, посвященное строительству Куйбышевской ГЭС.

### Послевоенные годы
Творческая деятельность художника Андрея Ивановича Плотнова в первые послевоенные годы не ограничивалась участием в коллективных работах.
Творчеству Андрея Ивановича всегда были присущи гражданственность звучания и верность лучшим традициям русского классического искусства. За тот же период он создал ряд произведений, часть которых вошла в нашу подборку. На Всесоюзной художественной выставке, посвященной 30-летию Вооруженных Сил СССР, появилась одна из значительных и интересных работ художника — «Высадка десанта на Курильских островах». Картина воссоздает образ советских воинов, их силу и готовность до конца выполнить приказ Родины.
На Всесоюзную художественную выставку 1951 года Плотнов дал ряд работ, показывающих строителей Куйбышевской ГЭС: портрет водолаза Василия Журкина, обобщенный образ молодой строительницы; картину, воспроизводящую разгрузку строительных материалов и техники. Из этой серии выделялась картина «На стройку». К темам строительства Куйбышевской ГЭС Плотнов не раз возвращается в последующие годы.
Пятидесятые годы в творчестве художника были ещё более плодотворны. В этот период он создает не один десяток больших композиционных полотен, участвует почти во всех крупных выставках советского изобразительного искусства. Его картины находят путь к сердцу зрителя в самых различных уголках нашей Родины, начиная от Дальнего Востока и до Прибалтийских республик. Хорошо известны такие его работы, как «Встреча героев» (1952), «Капры на Куйбышевской ГЭС», «Зоя» (1954), «Выступление М. И. Калинина среди фронтовых агитаторов» (1956), «Защитники Севастополя» (1956—1957 гг.), «Взятие Кремля» (1957), «Волочаевские дни» (1958), «1919 год в Вильнюсе» (1955) и ряд других.

### 60-е
Много тематических картин создал художник в 60-е годы. Тут и картины «Шахтеры Воркуты» (1960), «На шахте Воркуты» (1961) и работы, посвященные освоению целины. В этот же период Плотнов написал картины «Выступление В. И. Ленина на Красной площади» (1965) и «Выступление В. И. Ленина у Финляндского вокзала в 1917 году» (1966). В предлагаемую подборку открыток из работ художника 60-х годов включены «Аврора» (1960), посвященная кульминационному моменту Великой Октябрьской социалистической революции, «Смольный» (1965), картина «Зимний взят» (1967), картины о жизни наших современников, замечательных людей-целинников «Птичница. Целинный край» (1962) и «Целинники строятся» (1964), Первая борозда" (1967), «Поленово» (1967).
Художник Плотнов всем своим творчеством тяготеет к многофигурным тематическим композициям. Портрет в его творчестве занимает сравнительно меньшее место, и это преимущественно композиционные портреты. Например, портрет-композиция «Рихард Зорге» (1967). Здесь показаны не только внутренний мир человека, его мужественный характер и глубокое раздумье, но и обстановка, в которой герою-разведчику приходилось действовать.
А. И. Плотнов — неутомимый художник и не менее страстный путешественник. Он побывал почти во всех уголках нашей страны — от Курильских островов до западных границ, от Заполярья до города Кушки, самой южной точки СССР. В итоге поездок по стране собраны сотни и сотни этюдов, богатейший материал для творческой работы. Много он путешествовал также по другим странам. Плотновобъездил весь мир. Он побывал в Италии, Франции, Сирии, Ливане, Швеции, Бельгии, Греции, Турции, Англии, Бразилии, Японии, Индии, США и др. Примером, работ служат: «Венеция» (1956), передающая красоту итальянского города, и «Строитель Хиросимы» (1963) — портрет японского рабочего, полного внутреннего благородства.

### Общественная деятельность
Андрей Иванович вел большую общественную работу в московских художественных организациях и в Обществе культурной связи с зарубежными странами.
Он неоднократно избирался депутатом Фрунзенского Совета народных депутатов города Москвы. Многие годы он входил в члены бюро живописной секции Московской организации Союза художников РСФСР,был председателем художественный совет Вороновской художественной галереи и шефскую комиссию Союза художников РСФСР. Его подвижническим трудом созданы народные галереи в Забайкалье, Удмуртии, на Чукотке в Краснодарском крае и в других регионах нашей страны. А. И. Плотнов выступил инициатором создания художественной галереи и Детской школы искусств в городе Данкове.
Андрей Иванович не раз признавался своим друзьям, что куда бы его ни забрасывала судьба, он никогда не забывал о своей малой родине. Плотнов часто наведывался в места, где прошли его детство и юность. Однажды, во время посещения Данковского краеведческого музея, у него появилась идея создания в Данкове художественной галереи (Малой Третьяковки). Эту идею с радостью поддержали тогдашние руководители района, сотрудники музея и местная интеллигенция.
30 мая 1968 года состоялось торжественное открытие «Малой Третьяковки» в городе Данков, которое вылилось в общегородской праздник.
В дар галерее передали свои работы такие маститые художники и скульпторы, как В. Г. Цыплаков, Н. А. Сысоев, С. И. Дудник, В. С. Сорокин, Г. Г. Нисский, В. К. Нечитайло, Е. А. Кибрик, В. П. Ефанов, Л. Е. Кербель и другие. И конечно, огромную лепту в собрание картин внёс сам А. И. Плотнов. Вернувшись в Москву, Андрей Иванович обратился к своим друзьям — художникам — с просьбой помочь в этом начинании. Они охотно откликнулись на просьбу коллеги и преподнесли в дар для будущей галереи свои картины. На протяжении многих лет Андрей Иванович немало времени и сил отдавал для расширения фондов Данковской картинной галереи. Сегодня Данковская галерея имеет около 600 произведений живописи мастеров разных периодов XX века. В том числе и работы А. И. Плотнова. В залах картинной галереи проводят занятия юные художники Школы искусств. Здесь с творческими отчётами выступают местные художники. В зале экспонируются одни из самых лучших произведений А. И. Плотнова: «Зимний взят», «Рихард Зорге», «Чемпионка мира по конному спорту Елена Петушкова» и другие картины.
Ежегодно Андрей Иванович бывал в Данкове и выступал перед самой разной аудиторией: школьниками, рабочими, сельскими тружениками, ветеранами войны…

### Творчество
Творчество А. И. Плотнова отличается жанровым разнообразием: историческая тема, портрет, пейзаж, натюрморт… И всегда в его произведениях звучат народные мотивы, отражается память о традициях русского классического искусства. Многие его работы, посвящённые военной теме и космосу, стали хрестоматийными. В ярких, запоминающихся образах раскрыта душа русского человека, его национальный характер.

### Кончина и погребение
Андрей Иванович Плотнов умер 13 мая 1997 года. По его завещанию он был похоронен в родном Данкове. Память о выдающемся художнике-земляке свято чтут на данковской земле.

## Известные работы

### Страны
- «Нью-Йорк. Здание ООН»
- «Бродвей»
- «Чикаго»
- «Лондон. Площадь Пикадилли»
- «Венеция»
- «Неаполь»
- «Стамбул»
- «Атака»
- «Город Трир. Родина Карла Маркса»

### Юрий Гагарин
- «На родине» (Ю. Гагарин)
- «На земле» (Ю. Гагарин)
- Юрий Гагарин. Центральная часть триптиха «На родной земле»
- «Встречают космонавта»
- «До свидания, земляне! Ю.Гагарин»
- «Юрий Гагарин»

### Великая Отечественная война
- ОКНО ТАСС №1167 «Бреслау взят!»
- ОКНО ТАСС №1135 «Знамя чести»
- «Десант на Курильских островах»
- «Морской десант»
- «Герои-лыжники»
- «Штурм Севастополя» (совместно с Павлом Скаля)
- «Защитники Севастополя»
- «Полководец Жуков»
- «Первый комендант Берлина Н.Э. Берзарин»
- «Рихард Зорге»

### История России
- «Портрет молодого Дмитрия Ивановича» (Д. Донской)
- «На поле Куликово»
- «Куликово поле»
- «За землю русскую»

### Революция
- «Зимний взят»
- «Зимний дворец»
- «Смольный»
- «Мир народам!»
- «М.В. Фрунзе и В.И. Чапаев под Уфой»
- «Аврора»

### РСФСР
- «Советская авиация»
- «Встреча И.В. Сталина и членов правительства с легендарным экипажем: В.Чкаловым, Г.Байдуковым и А.Беляковым»

### СССР
- «Разгрузка стройматериалов, Куйбышевская ГЭС»
- «Куйбышевстрой»
- «Птичница. Целинный край»
- «Молодая актриса В.Миньковская»
- «Чемпионка мира по конному спорту Елена Петушкова»
- «Портрет старика»
- «Пограничник»
- «Пионер»

## Выставки
- Всесоюзная выставка, посвящённой 20-летию ВЛКСМ, в 1939 году (экспонировалась картина «Портрет старика»)[8]
- Выставка дипломных работ в 1943 году в Москве
- Всесоюзная художественная выставка 1947 года
- Всесоюзная художественная выставка, посвященная 30-летию Вооруженных Сил СССР
- Всесоюзная художественная выставка 1951
- И др.

## Звания и Награды
Талант живописца был высоко оценён: в 1970 году Андрею Ивановичу присвоено звание заслуженного художника РСФСР.
Присвоено звание: кавалер Ордена «Знак Почёта».
В 1969 году за активную пропаганду изобразительного искусства, значительный вклад в духовное и эстетическое воспитание жителей Данкова, в развитие культурной жизни города Андрей Иванович был удостоен звания «Почётный гражданин города Данкова»

## Память
- На его малой родине — в деревне Верхняя Павловка — установлен памятный знак.
- Данковская галерея (Малая третьяковка) носит имя своего создателя: А. И. Плотнова.
- Детская школа искусств им. А. И. Плотнова была создана в 2000 году по инициативе Андрея Ивановича Плотнова и директора — Кузичевой Ирины Валерьевны, с поддержкой администрации и отдела образования Данковского района.

В течение 15 лет Детская школа искусств развивалась. В 2009 году была занесена в Национальный Реестр «Ведущие образовательные учреждения России - 2009» под номером 47235 от 30 октября 2009 года.
Писатель А. Березин в книге «Данков. Художественная галерея» пишет: "…И когда однажды посетители Данковской художественной галереи спросили своего земляка, какие темы его больше всего волнуют, он ответил: «Я объездил весь мир, и, конечно, милее мне моя земля, вот этот данковский чернозём, эти перелески и леса, поля и перекаты. Я люблю своё небо в любое время года — когда оно высокое и светлое и когда оно в зимний день висит над головой в мглистом своём уборе, я обожаю оживление весны и золотистую багряную осень, студёную зиму и пушистый снег, я люблю свой гордый и добрый народ… Словом, я люблю свою землю, свою Русь!»